# Mansur Çalar
Mansur Çalar (* 24. Februar 1986 in Batman) ist ein türkischer Fußballspieler. Der defensive Mittelfeldspieler spielt seit 2014 Amed SK und ist momentan Kapitän seiner Mannschaft. Nach einem Eklat während einer Ligapartie, bei dem er mehrere Gegenspieler mit einer Rasierklinge tätlich angriff, wurde er vom türkischen Fußballverband lebenslang gesperrt, diese Sperre wurde später auf 20 Ligaspiele reduziert.

## Karriere
Çalar spielte in seiner Jugend bei Batman Fatihspor und 72 Batmanspor, 2005 unterschrieb er bei Amed SK, der damals noch Diyarbakır BB Diskispor hieß, seinen ersten Profivertrag und kam auf 23 Einsätze in der Saison 2007/08 der dritten Liga. Er konnte sich auf Anhieb etablieren und kam bis 2009 zu insgesamt 51 Partien, bevor er nach Istanbul zu Eyüpspor wechselte. Nach nur neun Spielen kehrte er zu Amed SK zurück und bestritt weitere 62 Ligaspiele, bei denen er 10 Tore erzielte. Nach kurzen Spielzeiten bei Menemen Belediyespor und Trabzon Akçaabat FK kehrte er 2014 ein zweites Mal zu Amed SK zurück und zählt hier seitdem zu den festen Größen. Er kam auf über 100 Ligaeinsätze und wurde Kapitän.

## Eklat und Ausschluss
Am 24. Spieltag der Drittliga-Saison 2018/19 kam es bei einem Spiel gegen Sakaryaspor zum Eklat, als nach dem Spiel durch Videoausschnitte belegt werden konnte, dass Çalar eine Rasierklinge auf das Spielfeld geschmuggelt hatte, diese auch bei vier Gegenspielern einsetzte und ihnen Schnittwunden zufügte. Das Disziplinarkomitee des türkischen Fußballverbandes bestrafte Çalar aufgrund dieser außerordentlich groben Unsportlichkeit mit einer vierjährigen Sperre. Da nach den Regeln des türkischen Fußballverbandes ein Ausschluss von mehr als drei Jahren automatisch zu einer lebenslangen Sperre führt, darf Çalar zumindest in der Türkei in keinem Spiel mehr sowohl für professionelle als auch für Amateurvereine auflaufen. Außerdem wurde er mit einer Geldstrafe von 25.000 türkischer Lira (umgerechnet circa 4.000 Euro) belegt. Çalar selbst bestreitet die Vorwürfe und ist der Meinung, dass er keine Rasierklinge oder sonstige Gegenstände benutzt habe. Dies sei auch auf den Videos nicht zu erkennen. Er sei seit mehr als 15 Jahren Fußballprofi und würde sich solche Entgleisungen nicht erlauben. Später wurde die Strafe auf 20 Ligapartien reduziert, so dass Çalar mittlerweile wieder spielt.
Amed SK stellte sich hinter Çalar und behauptete auf einer Pressekonferenz, dass Çalar und Amed SK Opfer eines Komplotts seien. Die Spieler von Sakaryaspor seien von Beginn des Spiels an darauf programmiert gewesen, die Spieler von Amed SK zu provozieren. Als Beweis zeigte der Präsident von Amed SK Ali Karakaş ein Foto, auf dem der Profi Dilaver Güçlü zu sehen sei, wie er während des Abspielens der türkischen Nationalhymne seine Hände zu einem Wolfsgruß formt, ein Erkennungsmerkmal der rechtsextremen Bewegung der Grauen Wölfe. Falls Çalar eine Rasierklinge verwendet hätte, hätten die Spieler der Ansicht von Karakaş nach sich vor Schmerzen auf dem Boden wälzen oder zumindest bluten müssen, beides sei auf den Videos jedoch nicht zu sehen. Die aus seiner Sicht vermeintlichen Opfer hätten sich die Schnittwunden selbst zugefügt.